# Dahlman-Nordlingska huset
Dahlman-Nordlingska huset är ett bostadshus i Stenstan, Sundsvall, som uppfördes 1890 i kvarteret Minerva. Huset ritades av Gustaf Hermansson för grosshandlarerna Anders Gabriel Dahlman och Albert Wilhelm Nordling
Sedan 25 april 1980 är Dahlman-Nordlingska huset ett byggnadsminne.